# Mirimiri (Venezuela)
Pour les articles homonymes, voir Mirimiri.
Mirimiri est une localité de la paroisse civile de Nicolás Pulido de la municipalité d'Antonio José de Sucre dans l'État de Barinas au Venezuela.